# Rita Süssmuth

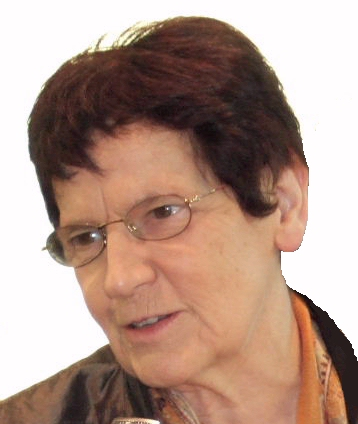
Rita Süssmuth (2006)

Rita Süssmuth, geboren als Rita Kickuth, (Wuppertal, 17 februari 1937) is een Duitse politica (CDU). Van 1988 tot 1998 was zij voorzitster van de Bondsdag.

## Leven
Ze wordt als dochter van een leraar geboren. Nadat ze haar Abitur in 1956 in Rheine (Westfalen) behaalt studeert ze Romaans en Geschiedenis aan de universiteiten van Münster, Tübingen en Parijs. In Münster legt ze een staatsexamen voor lesgeven aan een gymnasium af en studeerde ze verder (postgraduaat) in Opvoedingswetenschappen, Sociologie en Psychologie. In 1964 promoveert ze aan de universiteit van Münster tot doctor met haar thesis over "Studien zur Anthropologie des Kindes in der französischen Literatur der Gegenwart".
In 1964 huwt ze met de historicus professor dr. Hans Süssmuth. Uit het huwelijk wordt later een dochter geboren.
In de periode 1963-1966 werkt ze als wetenschappelijk assistente aan de hogescholen van Stuttgart en Osnabrück waarna ze in 1966 docente wordt aan de Pädagogische Hochschule Ruhr (Bochum). Van 1969 tot 1982 werkt ze aan als wetenschappelijk adviseur en professor aan de Ruhr-Universität Bochum in het vakgebied
"Internationale Vergelijkende Opvoedingswetenschap". In 1971 wordt ze ook tot gewoon hoogleraar voor opvoedingswetenschappen aan de Pädagogischen Hochschule Ruhr benoemd, en in 1980 verkrijgt ze dezelfde benoeming aan de Universiteit Dortmund.
Van 1982 tot 1985 was ze directrice van het instituut "Frau und Gesellschaft" in Hannover.
In de periode 1971 tot 1985 was ze lid van de "Wetenschappelijke Raad voor Familievragen" bij het Bondsministerie voor Jeugd, Familie en Gezondheid.
Van 1980 tot 1985 was ze vicevoorzitster van de "Familienbund der Deutschen Katholiken", van 1979 tot 1991 lid van het "Zentralkomitee der Deutschen Katholiken".
Ze leeft in Neuss.

## Partij en bondsdagslid
Rita Süssmuth is sinds 1981 lid van de CDU. In 1986 wordt ze Bondsvoorzitster van de CDU-vrouwenvereniging, later "Frauen-Union" en van 1986 tot 1998 is ze lid van het nationaal bestuur, waar ze plaatsvervangend partijvoorzitter was. In 1998, na de zwakke resultaten van de CDU bij de verkiezingen stelt ze zich, om tegemoet te komen aan de interne eis om vernieuwing en verjonging van de partij, niet meer kandidaat voor een functie binnen het bestuur.
Bij de verkiezingen voor de 13e Bondsdag in 1987 wordt ze in het kiesdistrict Göttingen (kiesdistrict 49) rechtstreeks verkozen (directmandaat). Bij de bondsdagsverkiezingen van 1998 kan Süssmuth haar directmandat in Göttingen niet behouden, maar komt toch in de 14e Bondsdag via de eerste plaats op de deelstaatlijst van Nedersaksen. Zij is niet meer in de 15de Bondsdag (verkozen in 2002) vertegenwoordigd.

## Ambten

### Minister
Op 26 september 1985 wordt ze, in opvolging van Heiner Geißler, Bondsminister voor Jeugd, Familie en Gezondheid in de bondsregering onder leiding van Helmut Kohl. Het ressort wordt op 5 juni 1986 met de speciale bevoegdheid voor vrouwenzaken verbreed tot Jeugd, Familie, Vrouwen en Gezondheid.
Zelf ziet ze het gebied "Gezondheid" als het centraal thema van haar ministerwerk, en propageert hiervoor een zo breed mogelijk begrip, dat verder gaat dan het behandelen van ziektes, maar oog heeft voor preventie in alle aspecten van het leven.
Tegen de opvattingen van haar partij in verzet ze zich tegen het afschaffen van de terugbetaling van abortus door de ziekteverzekering.
Haar houding inzake de omgang met aids was omstreden. Deze immuunziekte kreeg in de periode dat ze minister voor Gezondheid was bekendheid. Zij werd ervoor bekritiseerd dat ze medicamenten die op basis van niet op HIV gecontroleerd bloed gemaakt waren niet uit de handel liet nemen. Talrijke mensen, in het bijzonder bloeders kregen besmette medicamenten, en werden hierdoor met aids besmet. Velen stierven aan de gevolgen. Gedetailleerde getallen zijn niet bekend, maar een bericht in Der Spiegel van 1987 (nummer 41) noemt een schatting van 1500 tot 2200 hemofilie-patiënten die via bloedplasma zouden besmet zijn. Hiertegenover staat dat ze het gebruik van condomen om de verspreiding van aids tegen te gaan propageerde, wat tegen de toenmalige opvattingen van de partij in was.

### Bondsdagspresidente
Nadat de bondsdagspresident Philipp Jenninger op 10 november 1988 wegens een mis verstane passage in een redevoering ontslag genomen had, wordt Rita Süssmuth op 25 november 1988 als opvolgster verkozen. Hierop legt ze haar ministerambt neer.
In de constituerende zitting (1990) van de eerste bondsdag na de Duitse hereniging werd ze met meer dan 80% van de stemmen herverkozen.
In maart 1991 haalt Rita Süssmuth wegens de "Dienstwagen-Affaire" de voorpagina's van de kranten. Het blijkt dat haar man haar dienstwagen gebruikt. De oudstenraad van de bondsdag stelt evenwel vast dat men haar niets kan verwijten.
In 1996 komt ze weer wegens een "affaire" in het tabloid-nieuws. Dit keer zou ze de "Flugbereitschaft der Bundeswehr" voor privé bezoeken bij haar dochter in Zürich gebruikt hebben. Ook hier kan de oudstenraad, na onderzoek, geen fouten vaststellen.
In 1998 wordt de SPD de grootste partij in de bondsdag, en wordt Wolfgang Thierse op 26 oktober de nieuwe bondsdagspresident.

## Andere functies

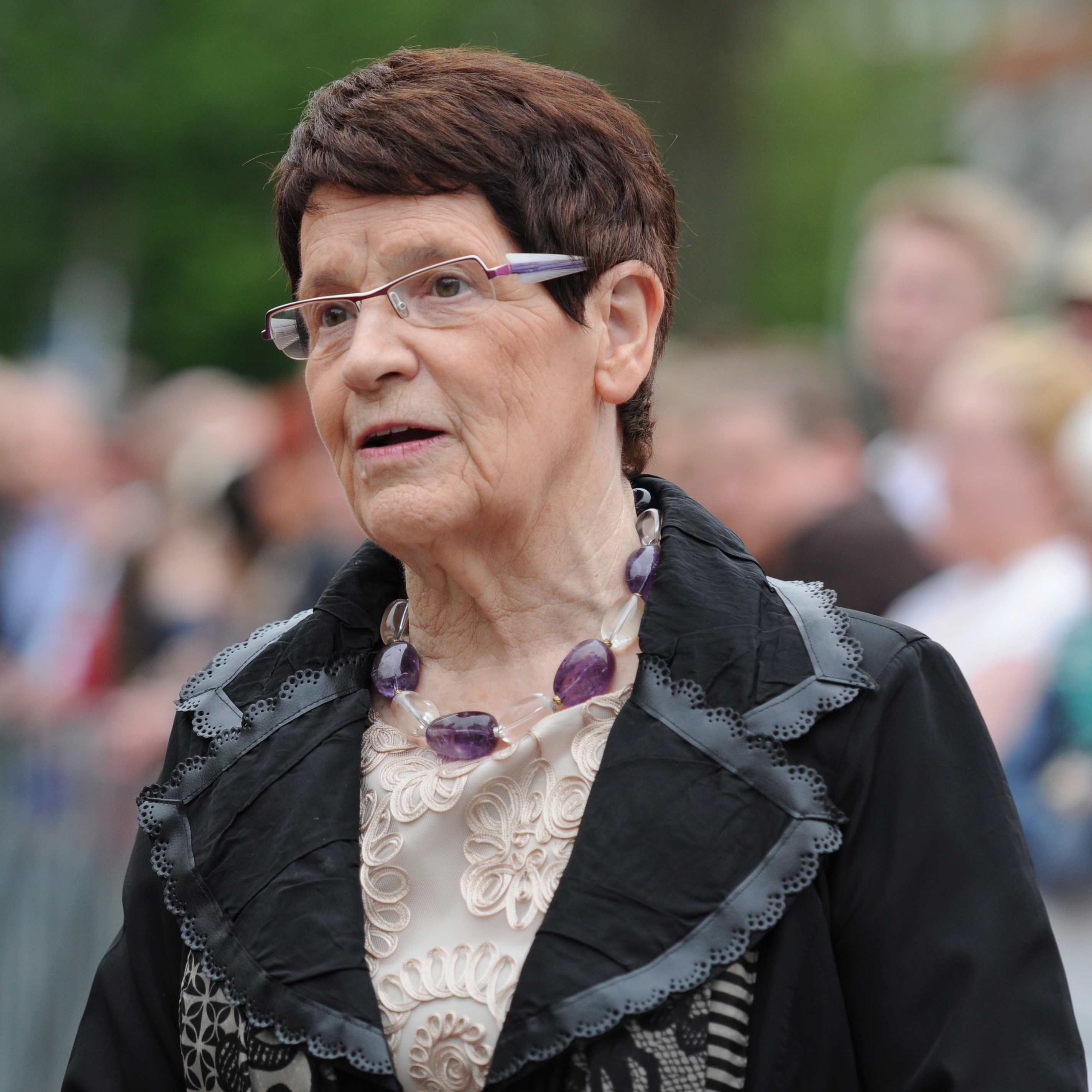
Rita Süssmuth, 2014

Rita Süssmuth is, naast haar activiteiten als hoogleraar, volksvertegenwoordiger, minister en bondsdagspresidente,
nog erg actief in verschillende officiële en semi-officiële commissies, raden en organisaties.
Zo was ze in 1977 lid van de derde, door de bondsregering ingezette, "Familienberichtskommission", in 1984 van de zevende "Jugendberichtskommission".
Sinds 1988 is ze voorzitster van het "Deutsche Volkshochschulverband",
Van 2000 tot 2003 is ze vicevoorzitster van de Organisatie voor Veiligheid en Samenwerking in Europa (OVSE); in deze functie leidt ze in december 2003 het team dat de verkiezingen voor de Doema van de Russische Federatie observeert.
Politiek opgemerkt is haar voorzitterschap van de zogenoemde commissie "Zuwanderung" van september 2001 tot juli 2002. Deze 21 leden tellende commissie werd door Otto Schily (SPD), minister van binnenlandse zaken van de rood-groene (SPD-Bündnis '90/Die Grünen) bondsregering onder leiding van Gerhard Schröder opgericht om de immigratie-politiek te bespreken en voorstellen voor een sturing van de immigratie ter zake te doen. De benoeming van Süssmuth, feitelijk lid van de oppositie, tot voorzitster werd door velen gepercipieerd als een signaal van de regering dat men tot een brede consensus wilde komen. Binnen eigen partij, die toen bijna alle samenwerking met de regering weigerde, werd haar dit niet door allen in dank afgenomen. Het later door Schily voorgelegde wetsontwerp man in ruime mate de voorstellen van de commissie over: de immigratie moet zich voornamelijk naar de behoefte van de arbeidsmarkt richten, de integratie van migranten moet verbeterd worden, en het vreemdelingenrecht moet vereenvoudigd worden. De wet werd goedgekeurd en op 20 juni 2002 door Bondspresident Johannes Rau ondertekend.

## Standpunten
Rita Süssmuth behoorde binnen haar partij tot de progressieve vleugel, en nam vaak standpunten in die afweken of voorliepen op de partijlijn. In het bijzonder zette ze zich in voor de gelijkberechtiging van de vrouw.
Kritiek van de eigen partij kreeg ze onder meer wegens haar voorstel om verkrachting binnen het huwelijk strafbaar te stellen, en wegens haar liberale opvattingen inzake verdovende middelen.
Haar standpunten inzake abortus stonden vaak lijnrecht tegenover de officiële, kerkelijk geïnspireerde opvattingen van de CDU of CSU. Zo stelde zij in 1990 in de discussie rond paragraaf 218 van het strafwetboek (dat abortus strafbaar stelde) een eigen "derde weg" voor die een combinatie vormde tussen de strafvrijheid van abortus bij medische indicatie en de strafvrijheid van abortus voor een bepaalde zwangerschapsweek. Haar standpunt dat "de laatste beslissing bij de vrouw ligt" stoot binnen haar politieke stroming op veel weerstand en kritiek.
In 1996 stelt ze voor om binnen de partij vrouwen-quotas in te voeren. Zo zouden raden, besturen, commissies en verkiezingslijsten verplicht een zeker percentage vrouwen moeten hebben; een grote meerderheid van haar overwegend mannelijke partijleden verzet zich.

## Eerbetuigingen
Rita Süssmuth ontving eredoctoraten van de universiteiten van Hildesheim (1988), Bochum (1990),
Weliko Tarnowo (Bulgarije) (1994), Sorbonne Nouvelle (Parijs),
Augsburg, evenals van de Johns-Hopkins-University
in Baltimore (1998) en van de Ben-Gurion-Universiteit in Beër Sjeva (1998).
In 1997 ontving ze de Avicenna-Goud-Medaille van de UNESCO.
- Bibsys: 90567927
- CiNii: DA0392420X
- Gemeinsame Normdatei: 118992872
- International Standard Name Identifier: 0000 0001 2066 2077
- Library of Congress Control Number: n83013115
- Nationale Bibliotheek van Letland: 000191997
- Nationale Bibliotheek van Tsjechië: xx0004100
- Nationale Bibliotheek van Israël: 987007312566405171
- Nationale Bibliotheek van Polen: a0000002417119
- Nationale en Universitaire bibliotheek Zagreb: 000736764
- Nederlandse Thesaurus van Auteursnamen: 071281800
- Réseau des bibliothèques de Suisse occidentale: 02-A003883227
- Système universitaire de documentation: 05916140X
- Virtual International Authority File: 42638293
- WorldCat: E39PBJdRv7TyQrpbkFgTXJ6Yfq